# Dan Quayle
James Danforth (Dan) Quayle (Indianapolis (Indiana), 4 februari 1947) is een Amerikaanse politicus van de Republikeinse Partij. Quayle was de 44e vicepresident van de Verenigde Staten onder president George H.W. Bush van 1989 tot 1993. Eerder was hij afgevaardigde voor Indiana's 4e district van 1977 tot 1981 en senator voor Indiana van 1981 tot 1989. Sinds het einde van zijn termijn als vicepresident publiceerde hij meerdere boeken en was hij kort een kandidaat voor het presidentschap voor de presidentsverkiezingen van 2000 maar verloor van George W. Bush.

## Politieke carrière
Quayle studeerde rechten aan Indiana University in 1974 en behaalde het advocaten-examen. Hij werkte tot 1977 als advocaat. 

### Huis van Afgevaardigden
In 1977, toen hij nog maar dertig was, werd hij lid van het Huis van Afgevaardigden voor Indiana van 1977 tot 1981. 

### Senator
Quayle was senator voor Indiana van 1981 tot aan zijn verkiezing voor vicepresident in 1989.

### Vicepresident
Hij was de 44ste vicepresident van de Verenigde Staten van 1989 tot 1993 onder president George H.W. Bush, de 41e president van de Verenigde Staten. Deze had de jonge senator gekozen als running mate in de hoop extra stemmen te trekken. Maar Quayle bleek een hindernis voor Bush te zijn.
In een rechtstreeks uitgezonden tv-debat met de Democratische kandidaat voor het vicepresidentschap, Lloyd Bentsen, vergaloppeerde Quayle zich door zichzelf te vergelijken met John F. Kennedy, die ook wel Jack werd genoemd. Bentsen verzekerde hem: 'Senator, ik diende met Jack Kennedy, ik kende Jack Kennedy. Jack Kennedy was mijn vriend. Senator, u bent geen Jack Kennedy.'
Als vicepresident heeft Quayle zich onder andere ingezet voor het behoud en bevorderen van traditionele waarden. De rellen in Los Angeles waren volgens hem voor een deel te verklaren door een verval van de morele waarden en de familie. Hij hekelde het feit dat een programma als Murphy Brown op primetime-tv een personage opvoerde dat besloten had om een kind te nemen en dat zonder vader op te voeden.
Quayle is auteur van onder meer de boeken Standing Firm: A Vice-Presidential Memoir (HarperCollins, New York, NY - 1994) en Worth Fighting For (Word Publishing, Nashville, TN - 1999) en coauteur van The American Family: Discovering the Values that Make us Strong (met Diane Medved; HarperCollins, New York, NY - 1996).

## Verkiezingscampagne 1992
Op 15 juni 1992 was Quayle in Trenton op verkiezingscampagne als running mate van George H.W. Bush. Als onderdeel van de traditionele photo-ops besloot het campagnepersoneel dat Quayle een groepje kinderen op hun spelvaardigheden zou testen. Quayle kreeg een setje kaartjes met de woorden die aan de kinderen zouden worden gevraagd. De jongen William Figueroa moest 'potato' op het bord schrijven en deed dat correct. Op het kaartje stond echter foutief 'potatoe'. Misleid door het kaartje, 'corrigeerde' Quayle de jongen voor het oog van de camera's. Het incident kreeg aandacht in de binnen- en buitenlandse media en had een negatieve invloed op het imago van de vicepresidentskandidaat.
Vijf maanden later werden Bush en Quayle verslagen door Clinton-Gore, die met maar 43% van de stemmen het Witte Huis wisten te bemachtigen. Perot-Stockdale behaalden bijna 19% van alle stemmen en Bush-Quayle 38%.

## Na het vicepresidentschap
Door gezondheidsproblemen voelde Quayle zich genoodzaakt zich terug te trekken uit de Republikeinse primaries voor het presidentskandidaatschap in 1996. In 1999 deed hij wel een gooi naar het kandidaatschap van 2000 maar bij de eerste voorverkiezingen in de staat Iowa (augustus 1999) kwam hij als achtste uit de bus. De maand daarop trok hij zich terug als aspirant en vanaf 2000 is hij niet meer actief in de politiek.
Momenteel is Quayle voorzitter van de firma Cerberus Capital Management, een internationaal multi-miljard dollar hedge fund en de president van zijn eigen advocatenkantoor, Quayle and Associates.
Hij is de enige vicepresident met een eigen museum, dat ook aandacht schenkt aan andere vicepresidenten in de geschiedenis van de Verenigde Staten.